# Le Gué-d'Alleré
Le Gué-d'Alleré é uma comuna francesa na região administrativa da Nova Aquitânia, no departamento de Charente-Maritime. Estende-se por uma área de 7,55 km². Em 2010 a comuna tinha 956 habitantes (densidade: 126,6 hab./km²).